# Listă de stadioane de fotbal din Republica Moldova
Această este o listă a stadioanelor de fotbal din Republica Moldova, ordonate după capacitate.

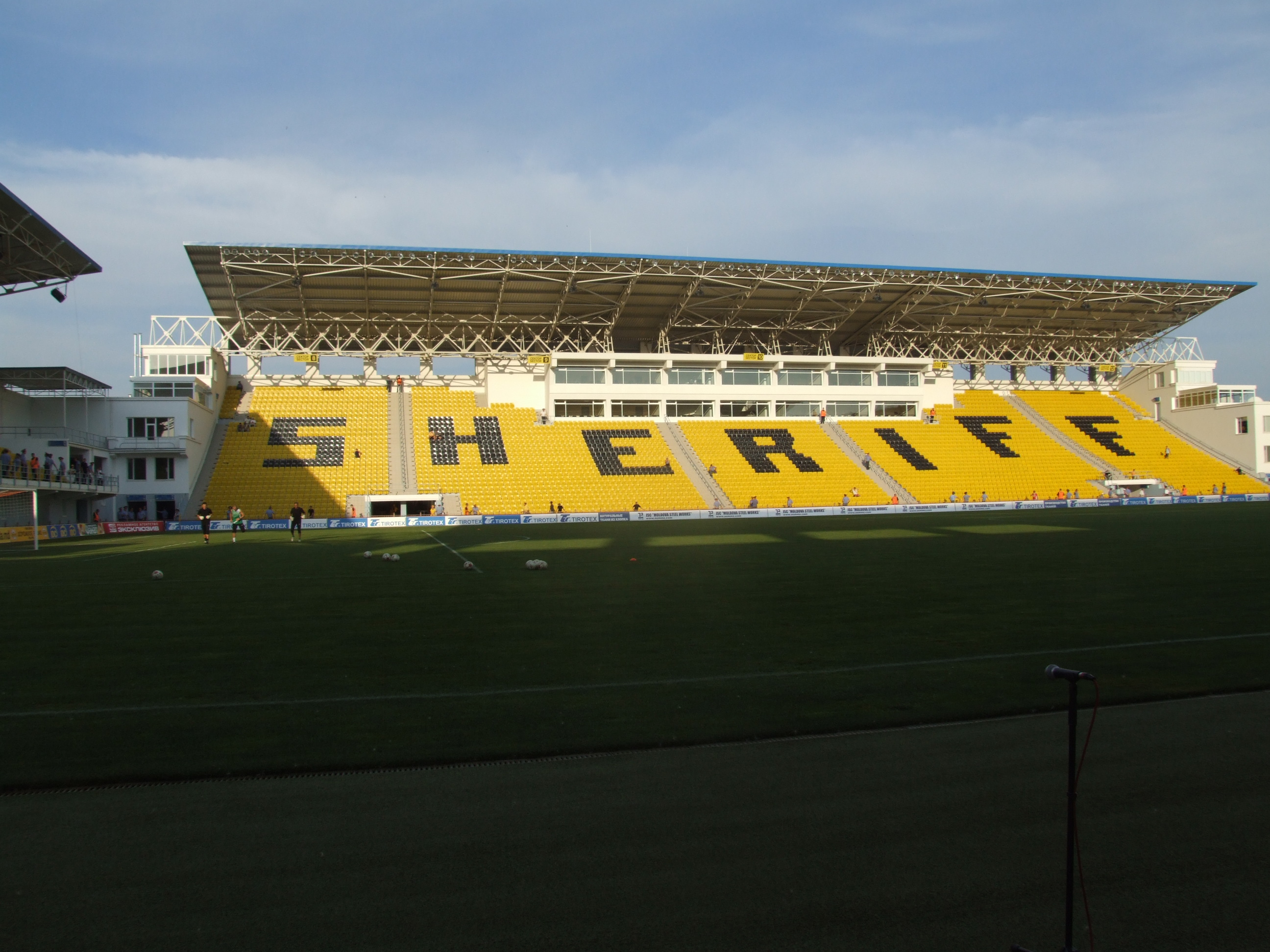
Stadionul Sheriff

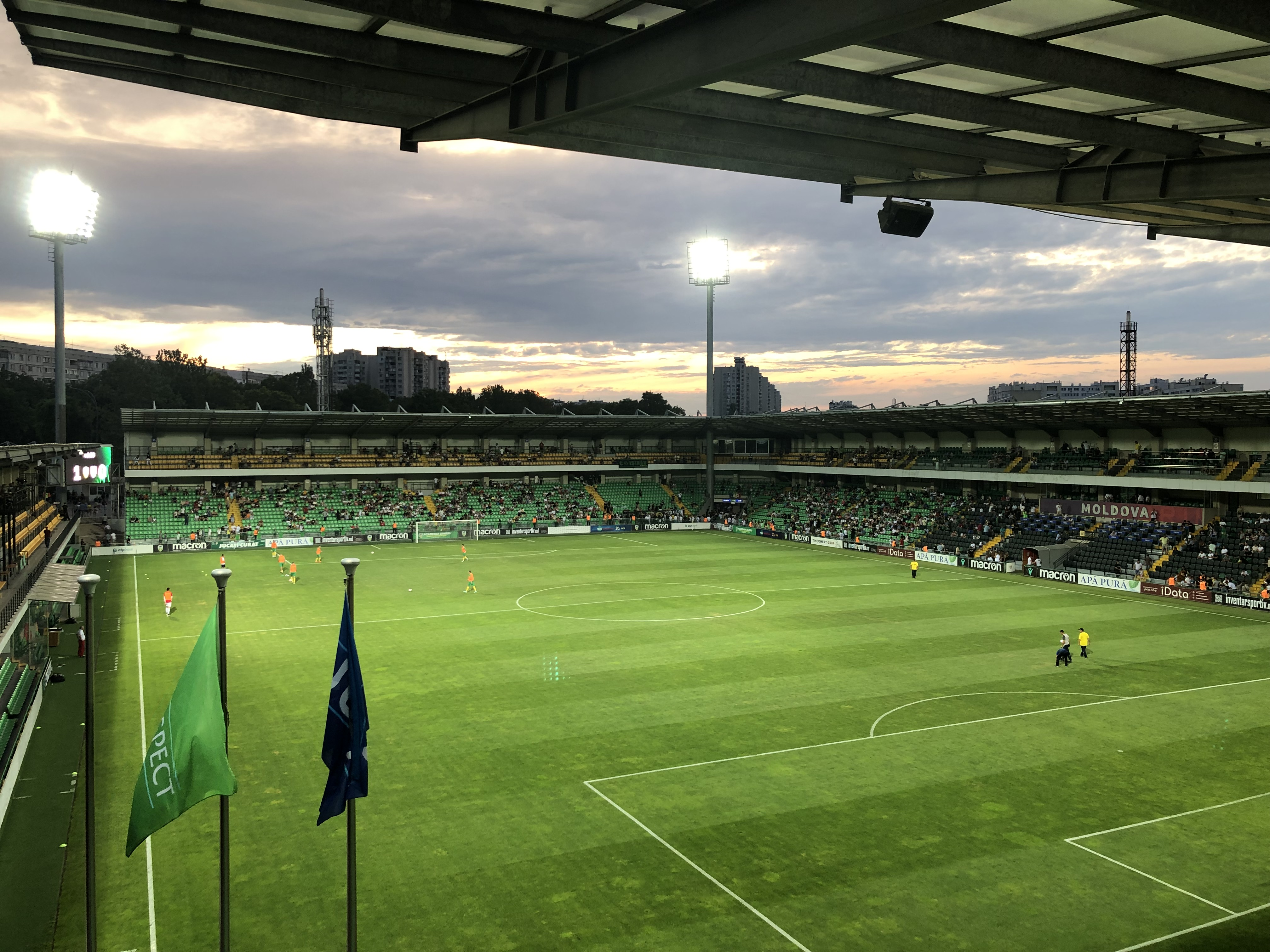
Stadionul Zimbru

| #  | Denumire                        | Capacitate | Localitate | Club                     | Deschis |
| -- | ------------------------------- | ---------- | ---------- | ------------------------ | ------- |
| 1  | Arena Sheriff                   | 13.300     | Tiraspol   | Sheriff Tiraspol         | 2002    |
| 2  | Stadionul Zimbru                | 10.500     | Chișinău   | Zimbru Chișinău          | 2006    |
| 3  | Stadionul Moldova               | 8.550      | Speia      | Dacia Chișinău           |         |
| 4  | Stadionul Republican            | 8.084      | Chișinău   | Demolat în 2007          | 1952    |
| 5  | Arena mică a CS Sheriff         | 8.000      | Tiraspol   | FC Tiraspol              | 2002    |
| 6  | Stadionul Dinamo                | 5.061      | Tighina    | Dinamo Bender            | 2006    |
| 7  | Stadionul Orășenesc             | 5.000      | Bălți      | FC Olimpia Bălți         | 1955    |
| 8  | Stadionul Dinamo                | 3.000      | Chișinău   | FC Academia UTM Chișinău |         |
| 9  | Complexul Sportiv Raional Orhei | 2.539      | Orhei      | FC Milsami               | 1980    |
| 10 | Stadionul Orășenesc             | 2.000      | Rîbnița    | FC Iskra-Stali Rîbnița   |         |
| 11 | Stadionul Călărășăuca           | 2.000      | Otaci      | FC Nistru Otaci          |         |
| 12 | Stadionul Ghidighici            | 1.500      | Ghidighici | FC Rapid Ghidighici      | 2006    |
| 13 | Stadionul Suruceni              | 1.000      | Suruceni   | FC Sfîntul Gheorghe      | 2009    |